# Allacma fusca

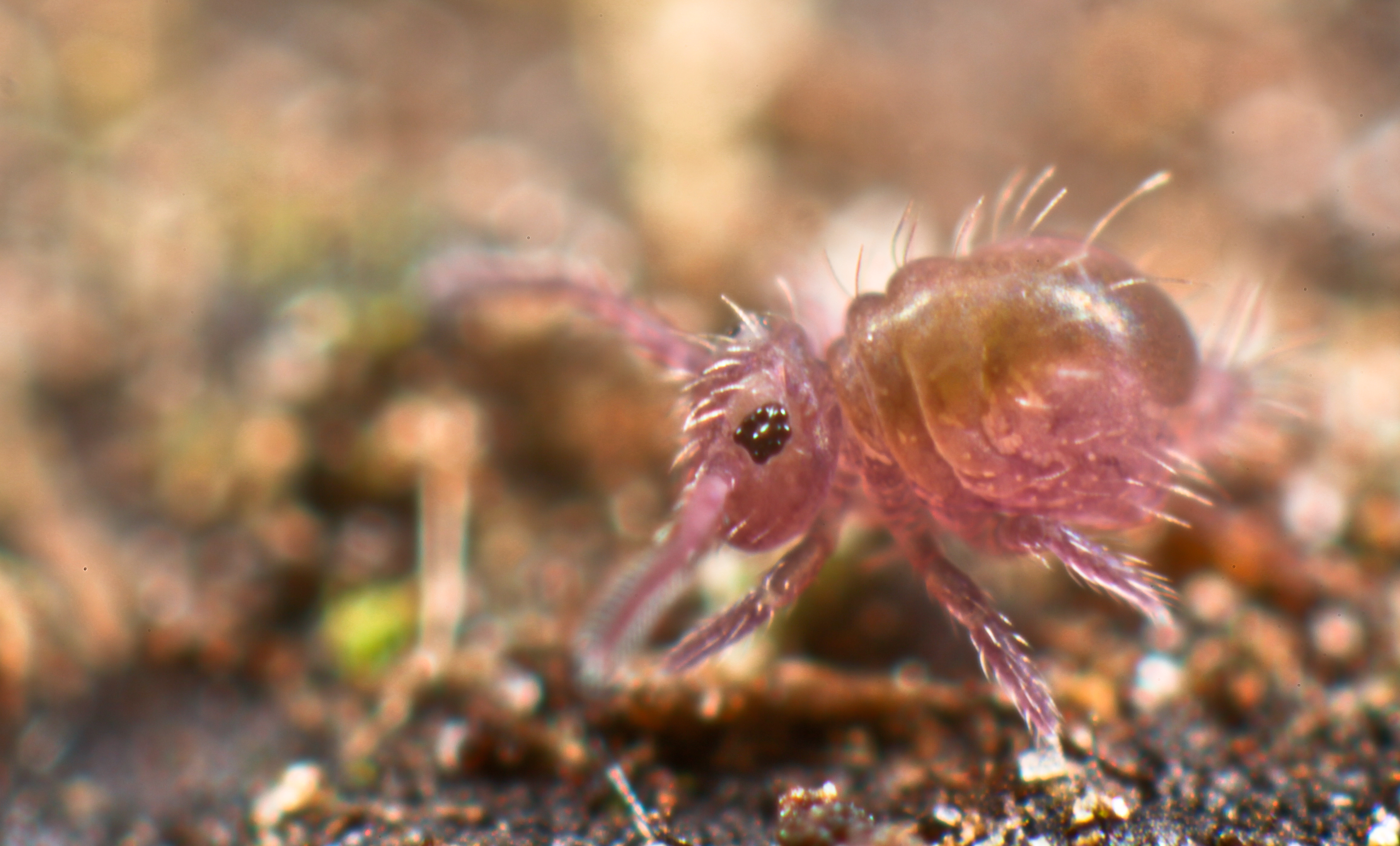
Osobnik młodociany

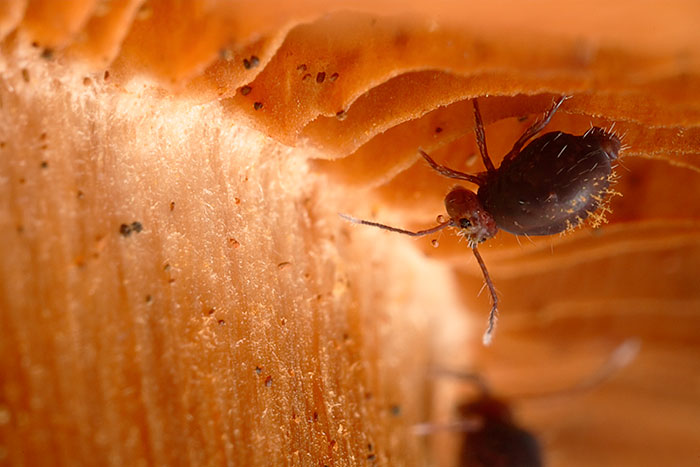
Na grzybie

Allacma fusca – gatunek skoczogonka z rzędu zrosłopierścieniowych i rodziny podskoczkowatych. Osiąga 3–4 mm długości. Zamieszkuje Holarktykę.

## Taksonomia
Gatunek ten wprowadzony został do literatury po raz pierwszy w 1746 roku przez Karola Linneusza pod nazwą Podura globosa. Pod nazwą ważną naukowo, Podura fusca, opisany został po raz pierwszy w 1758 roku przez wspomnianego autora. W 1906 roku umieszczony został przez Carla J.B. Börnera w nowym rodzaju Allacma jako jego gatunek typowy. Klasyfikuje się go w podrodzaju nominatywnym (Allacma s.str.) wraz z 7 innymi gatunkami, w tym jednym jeszcze nienazwanym.

## Wygląd
Skoczogonek o dużym (w północnej części Europy największy przedstawiciel całego podrzędu), przysadzistym, połyskującym ciele, osiągający 3–4 mm długości, porośniętym długimi, chropowatymi szczecinkami o łuskopodobnej mikrostrukturze. Ubarwienie ma ciemnobrunatne lub ciemnobrązowe z głową zwykle jaśniejszą, rzadko białawą, ale zdarzają się też osobniki o podstawowej barwie niebieskawofioletowej z brunatnym odcieniem w bocznych i tylnych częściach odwłoka. Niekiedy obecne jest na ciele cętkowanie, przywodzące na myśl to lamparcie.
Czułki mają człon trzeci w dolnej połowie o szczecinkach wyraźnie dłuższych i tęższych niż na reszcie czułka, a człon czwarty podzielony wtórnie na 16 pierścieni rzekomych. Narząd pozaczułkowy jest niewielkich rozmiarów. Między czułkami a polami ocznymi występują kikutowate szczecinki zaczułkowe. Szczeciny na górnym brzegu głowy są kolcowate i tęgie. Warga górna ma trzy serie szczecinek, z których na pierwszą składa się ich 5 lub 6, na drugą: 5, a na trzecią: 4. Występuje jedna para szczecinek zawargowych. Głaszczki wargowe dysponują siedmioma szczecinkami proksymalnymi. Szczęka ma: płat zewnętrzny z trzema włoskami podpłatowymi, bardzo dużą pierwszą lamellę z palisadą grabiastych wyrostków u szczytu i haczykowatym piłkowaniem szerokiego pólka nasadowego, lamellę drugą i piątą delikatnie ząbkowane, trzecią lamellę z delikatnym piłkowaniem, czwartą lamellę zaopatrzoną w grube ząbki tylko na krawędzi, a szóstą lamellę silnie ząbkowaną na większej powierzchni.
Odnóża mają ostro zwieńczone szczecinki wierzchołkowe na stopogoleniach. Krętarz tylnej pary dzierży spłaszczony kolec. Pazurek ma rzucającą się w oczy tunikę, piłkowany zewnętrzny (górny) brzeg części nasadowej oraz ząbek na stronie wewnętrznej (brzusznej). Z unguiculusa wyrasta długa nić, sięgająca do wierzchołka pazurka.
Odwłok jest przyrośnięty do tułowia. Na spodzie pierwszego jego segmentu znajduje się cewka brzuszna z czterema szczecinkami dystalnymi, ułożonymi w dwa rzędy po dwie sztuki. Na spodzie trzeciego segmentu odwłoka znajduje się hamowidło, zaopatrzone w cztery szczecinki. Grzbietowa powierzchnia czwartego segmentu odwłoka ma parę otworów gruczołowych o kolistym kształcie. Na spodzie czwartego segmentu odwłoka leżą widełki skokowe o charakterystycznej chetotaksji ramion, obejmującej m.in. 9 szczecin na stronie brzusznej, a na stronie grzbietowej dwie lub trzy szczególnie długie szczecinki z pałeczkowato pogrubionymi wierzchołkami. Wyrostki szczytowe widełek mają rynienkowaty kształt z gładką krawędzią zewnętrzną oraz tępo ząbkowaną krawędzią wewnętrzną. Długość wyrostków kuprowych (subanalnych) wynosi ¾ długości wyrostków szczytowych widełek. Nasadowa część tych wyrostków jest w przekroju okrągła, podczas gdy wierzchołkowa jest cienko rozpłaszczona i ma poszarpane brzegi.

## Ekologia i występowanie
Gatunek szeroko rozprzestrzeniony, holarktyczny. W palearktycznej części zasięgu stwierdzony został w Irlandii, Wielkiej Brytanii, Francji, Belgii, Holandii, Niemczech, Danii, Szwecji, Norwegii, Finlandii, Estonii, Łotwie, Litwie, Szwajcarii, Austrii, Włoszech, Polsce, Białorusi, Czechach, Słowacji, na Węgrzech, Ukrainie, w Chorwacji, Grecji i Afryce Północnej. W Europie jest to jeden z dwóch (obok A. gallica), a w Polsce jedyny przedstawiciel rodzaju pchlinka (Allacma).
Zamieszkuje wilgotne siedliska leśne, zwłaszcza położone blisko gruntu. Bytuje m.in. na pniach drzew, w butwiejącym drewnie, na grzybach, na kamieniach, w ściółce i na powierzchni gleby. Żeruje na glonach.
Jako drobny gatunek przebywający na powierzchni gleby okresowo narażony jest na podwyższone stężenia CO2, niższe jednak niż w przypadku skoczogonków bytujących między cząsteczkami gleby na większych głębokościach. Eksperymentalnie wykazano, że A. fusca potrafi wytrzymać stężenie CO2 wynoszące 10% przez kilka godzin, podczas gdy żyjąca głębiej Folsomia candida przez ponad 6 tygodni.